# Rostislaw II. (Kiewer Rus)
Rostislaw II. (ukrainisch Ростислав Рюрикович Rostyslaw Rjurykowytsch; * 5. April 1172 in Lutschin; † 3. März 1218) war von 1204 bis 1206 Großfürst der Kiewer Rus.